# يوجين إرليخ
يوجين إرليخ (بالإنجليزية: Eugene Ehrlich)‏ (و. 1922 – 2008 م) هو معجمي، من الولايات المتحدة الأمريكية، توفي عن عمر يناهز 86 عاماً.